# Carillon del Dolore
I Carillon del Dolore sono stati un gruppo post-punk e gothic rock Italiano nato nel 1983 a Roma. Per il loro ultimo album ufficiale usarono il nome Petali del Cariglione.

## Storia del gruppo

### Antecedenti e primi passi
Nacquero nel 1983 a Roma dallo scioglimento di due band precedenti, Tommaso Timperi (voce) e Françisco "Gringo" Franco (batteria) erano parte del gruppo hardcore punk Panzer Commando mentre Paolo Taballione (chitarra) aveva suonato con gli Atrocity Exhibition. Fin dalle prime esibizioni i Carillon del Dolore presentavano concerti dall'attitudine teatrale e liriche "avvolgenti e misteriose". La band, incise quasi subito un demotape dal titolo Fiori malsani che li portò all'attenzione della Contempo Records.

### Contempo Records: 1984
Nel 1984 uscì per la Contempo Records il loro primo disco dal titolo Trasfigurazione definito da Gianluca Testani nella sua Enciclopedia Rock Italiano come "uno dei dischi chiave del dark italiano".

### Petali del Cariglione
Con l'ingresso del tastierista Fabio Fiorucci, dopo la pubblicazione su cassetta del loro Ritratti dal Vero, nel 1985 entrano in studio per la registrazione del nuovo disco che vede la produzione artistica di Valor Kand dei Christian Death. Il disco, uscito con il titolo Capitolo quarto sotto il nome di Petali del Cariglione, non ebbe i risultati sperati sancendo di fatto lo scioglimento della band.

### Dopo il Cariglione
Paolo Taballione in seguito allo scioglimento del Carillon del Dolore inizia una lunga tournée come chitarrista dei Christian Death.
Tra il 1989 ed il 1995, Taballione entra a far parte dei Gronge, partecipando agli album A Claudio Villa e Teknopunkcabaret
Tra il 2007 e il 2008 Taballione e Timperi partecipano ad una breve ed estemporanea reunion a nome Carillon del Dolore per alcuni concerti. Per quell'occasione vengono invitati a completare la formazione sul palco il batterista, già Gronge, Massimiliano Di Loreto, e il bassista Max Zarucchi.
Nel 2008 la In The Night Time pubblica un cofanetto con doppio CD e DVD dal titolo ...per portarti questo scrigno.
Nel 2010 la Spittle Records pubblica il doppio CD dal titolo Al nostro Contempo.

## Componenti

### Componenti Originali
- Françisco 'Gringo' Franco (Francesco Lancia): Batteria
- Paolo Taballione: Chitarra
- Stefano De Rossi: Basso
- Tommaso Timperi: Voce
- Fabio Fiorucci: Tastiere (dal 1985)

## Produzioni[8]

### Album
- 1983 - Fiori malsani (Cassetta, Tempio Tabù Records)
- 1985 - Trasfigurazione (Mini LP Album, Contempo Records)
- 1985 - Ritratti dal vero (Cassetta Album, autoproduzione)
- 1985 - Capitolo IV (LP/Cassetta Album, Contempo Records con il nome Petali del Cariglione)
- 2008 - ...per portarti questo scrigno (2xCD+DVDr, In the Night Time)
- 2010 - Al Nostro Contempo (Box+2xCD Album, Contempo Records, Spittle Records)

### Bootleg
- 1984 - Dal vivo al Teatro Espero, ROMA, 11.02.84 (cassetta pirata)
- 1985 - Dal vivo al Teatro Massenzio, ROMA, 27.07.1985 (cassetta pirata)